# National Taxonomy of Exempt Entities
Das Klassifizierungssystem National Taxonomy of Exempt Entities (NTEE; deutsch: landesweite Taxonomie der bevorrechtigten Rechtsgebilde) wurde vom National Center for Charitable Statistics entwickelt, um Non-Profit-Organisationen zu klassifizieren.

## Zweck des Klassifizierungssystems
Laut Russy D. Sumariwalla, einem der Entwickler des Systems, „erleichtert die Benutzung des Systems die Sammlung, Tabellierung, Präsentation und Analyse der Daten nach dem Typ und den Aktivitäten der Organisationen und fördert die Einheitlichkeit und Vergleichbarkeit in der Präsentation der statistischen und anderen Daten, die von verschiedenen öffentlichen und privaten Einrichtungen gesammelt werden, und liefert hochwertigere Informationen als Grundlage für die Debatte zur Staatstätigkeit und die Entscheidungsfindung für den Non-Profit-Sektor und die Gesellschaft als Ganzes.“

## Geschichte

### Entwicklung
Das NTEE wurde in den 1980er Jahren vom NCCS in Zusammenarbeit mit den wichtigsten Non-Profit-Organisationen entwickelt.

### Anpassung für die Bundessteuerbehörde der Vereinigten Staaten
Mitte der 1990er Jahre entschloss sich der Internal Revenue Service, Non-Profit-Organisationen mittels dieses Systems zu klassifizieren, denn die „IRS-Entscheidungsfindungsspezialisten“ wollten es als Kriterium verwenden, nach dem die Non-Profit-Organisationen die Befreiung von Bundessteuern erhalten. Hierfür forderten sie ein vereinfachtes System des NTTE an, NTEE-CC (National Taxonomy of Exempt Entities - Core Codes), das besser zu ihrem eigenen System, dem North American Industry Classification System (NAICS), passen sollte. Das NTEE-CC enthält ungefähr zwei Drittel, also um die 400 der 645 Kategorien des NTEE. Hierbei wurden wenig benutzte Codes weggelassen und einige Verbesserungen eingeführt. Außerdem wurden bei NTEE-CC die Common Codes, die Code-Bezeichnungen für die Arten der Leistungen, die sie für andere Non-Profit-Organisationen erbringen, weggelassen, wie Allianzen, Fürsprache, Unterstützung bei Management oder Technik, Forschung, Politikanalyse und Spendensammlung.

## Verwendung
Heute wird das NTEE-CC vom NCCS für die Aufbereitung seiner eigenen Daten und vom IRS für die Entscheidung über die Befreiung von der Bundessteuer genutzt.
Das Foundation Center verwendete eine leicht abgewandelte Form des NTEE, um Leistungsempfänger und gewährte Leistungen zu klassifizieren. Hierzu werden dem NTEE spezielle Codes über die Begünstigten, also die Bevölkerungsgruppe, der die Leistung zugutekommt, und für die Beteiligung von Regierung und religiösen Organisationen hinzugefügt.

### Hauptgruppen und Kategorien des NTEE-CC
Das NTEE-CC-Klassifizierungssystem teilt die Non-Profit-Organisationen in 26 Hauptgruppen ein, die in zehn großen Kategorien wie folgt aufgeführt werden:
| Kategorien | Beschreibung und Hauptgruppen                                                              |
| ---------- | ------------------------------------------------------------------------------------------ |
| I          | Arts, Culture, and Humanities (Kunst, Kultur und Menschlichkeit) - A                       |
| II         | Education (Bildung) - B                                                                    |
| III        | Environment and Animals (Umwelt und Tiere) - C, D                                          |
| IV         | Health (Gesundheit) - E, F, G, H                                                           |
| V          | Human Services (menschliche Dienstleistungen) - I, J, K, L, M, N, O, P                     |
| VI         | International, Foreign Affairs (internationale, ausländische Aktivitäten) - Q              |
| VII        | Public, Societal Benefit (öffentliche, gesellschaftliche Wohltätigkeit) - R, S, T, U, V, W |
| VIII       | Religion Related (religionsbezogen) - X                                                    |
| IX         | Mutual/Membership Benefit (gegenseitige/mitgliedsbezogene Wohltätigkeit) - Y               |
| X          | Unknown, Unclassified (unbekannt, unklassifiziert) - Z                                     |